# Камарго, Эбе
Эбе Мария Камарго (порт. Hebe Camargo; 8 марта 1929, Таубате — 29 сентября 2012, Сан-Паулу) — бразильская телеведущая, актриса и певица.

## Биография
Эбе Камарго начала карьеру певицы в 1940-х годах. Вместе со своей сестрой они выступали в дуэте «Rosalinda e Florisbela» (Розалиндаи и Флорисбела). В 1950-х годах Камаргу нашла работу в качестве телеведущей, иногда работала на радио. С 1986 года вела собственное шоу «Hebe».
8 января 2010 года Камаргу попала в больницу с подозрением на рак желудка.
Эбе Мария Камарго умерла 29 сентября 2012 года в Сан-Паулу.

## Фильмография
- 2009 — Xuxa e o Mistério de Feiurinha
- 2005 — Coisa de Mulher
- 2000 — Динозавр (в переводе на португальский)
- 1960 — Zé do Periquito
- 1951 — Liana, a Pecadora
- 1949 — Quase no Céu

## Дискография
- 1959 — Hebe e Vocês
- 1961 — Festa de Ritmos
- 1966 — Hebe Camargo
- 1995 — Maiores Sucessos
- 1998 — Pra Você
- 2001 — Como É Grande o Meu Amor Por Vocês